# Campeonato Brasileiro de Futebol Sub-23 de 2018
O Campeonato Brasileiro Sub-23 de 2018 foi a segunda edição deste evento esportivo, um torneio nacional de futebol organizado pela Confederação Brasileira de Futebol (CBF).
Começou a ser disputado no dia 5 de junho e terminou em 24 de novembro. Nesta edição, o São Paulo sagrou-se campeão pela primeira vez, vencendo a decisão contra o Internacional pelo placar agregado de 3–1.

## Formato e participantes
Para a segunda edição, a entidade conseguiu cumprir a intenção inicial de ampliar gradativamente o número de participantes, aumentando de 10 para 16. Com esta alteração, o regulamento foi adaptado e o torneio começou a ser disputado em quatro fases: na primeira, os participantes foram divididos em dois grupos, pelos quais disputaram confrontos de turno único contra os adversários do grupo oposto. Após oito rodadas, os quatro melhores colocados de cada chaveamento prosseguiram na competição. Os classificados foram novamente divididos em dois grupos; contudo, na segunda fase, disputaram jogos de turno e returno contra os adversários do próprio chaveamento. Após seis rodadas, os dois melhores colocados de cada grupo se classificaram para as semifinais. A partir desta fase, o torneio passou a ser disputado em jogos eliminatórios de ida e volta até a decisão. Os 16 participantes foram:
| Federação         | Participante        | Participações | Títulos  |
| ----------------- | ------------------- | ------------- | -------- |
| Bahia             | Bahia               | —             | —        |
| Bahia             | Vitória             | —             | —        |
| Goiás             | Atlético Goianiense | —             | —        |
| Goiás             | Goiás               | —             | —        |
| Minas Gerais      | América Mineiro     | —             | —        |
| Pernambuco        | Santa Cruz          | —             | —        |
| Pernambuco        | Sport               | —             | —        |
| Paraná            | Atlético Paranaense | 1             | —        |
| Paraná            | Coritiba            | 1             | —        |
| Rio Grande do Sul | Grêmio              | 1             | —        |
| Rio Grande do Sul | Internacional       | 1             | 1 (2017) |
| Santa Catarina    | Avaí                | —             | —        |
| Santa Catarina    | Chapecoense         | —             | —        |
| Santa Catarina    | Figueirense         | 1             | —        |
| São Paulo         | Santos              | 1             | —        |
| São Paulo         | São Paulo           | 1             | —        |

## Primeira fase
Atlético Paranaense e Santos empataram na estreia da segunda edição em 5 de junho. Após oito rodadas, América Mineiro, Atlético Paranaense, Chapecoense, Coritiba, Internacional, Santos, São Paulo e Vitória se classificaram para a segunda fase.

## Segunda fase
Em 10 de setembro, duas semanas depois do término da primeira fase, os oito clubes classificados iniciaram a segunda fase do campeonato. Ao término da sexta rodada, Coritiba, Internacional, São Paulo e Vitória se classificaram para as semifinais.

## Fases finais
No dia 29 de outubro, São Paulo e Vitória venceram, respectivamente, Coritiba e Internacional pelos primeiros jogos da semifinal. O São Paulo garantiu a classificação vencendo o segundo jogo. Por sua vez, o Internacional reverteu a desvantagem e eliminou o Vitória.
Em 13 de novembro, a CBF definiu as datas e os locais da final entre Internacional e São Paulo. O clube paulistano ficou com o título após vencer os dois jogos da decisão contra o adversário.
|  | Semifinais    | Semifinais | Semifinais | Semifinais |   |               | Final | Final | Final | Final |
|  |               |            |            |            |   |               |       |       |       |       |
|  | Internacional | 1          | 3          | 4          |   |               |       |       |       |       |
|  | Vitória       | 2          | 1          | 3          |   |               |       |       |       |       |
|  | Vitória       | 2          | 1          | 3          |   | Internacional | 0     | 1     | 1     |       |
|  |               |            |            |            |   | Internacional | 0     | 1     | 1     |       |
|  |               | São Paulo  | 1          | 2          | 3 |               |       |       |       |       |
|  | Coritiba      | São Paulo  | 1          | 2          | 3 | 0             | 0     | 0     |       |       |
|  | Coritiba      |            |            |            |   | 0             | 0     | 0     |       |       |
|  | São Paulo     | 3          | 1          | 4          |   |               |       |       |       |       |

## Repercussão
Depois da finalíssima, jogadores e integrantes da comissão técnica do São Paulo falaram sobre a conquista. O técnico Marcos Vizolli valorizou a campanha do clube, que teve o melhor desempenho na classificação geral, bem como a defesa menos vazada e o melhor ataque. O artilheiro do São Paulo, Pedro Bortoluzo, descreveu o título como "sensação de dever cumprido" e o lateral-direito Foguete agradeceu ao clube por tudo que havia proporcionado para ele.

### Geral
- «Regulamento Específico do Campeonato Brasileiro Sub-23 de 2018» (PDF). Confederação Brasileira de Futebol. Consultado em 12 de fevereiro de 2023. Cópia arquivada (PDF) em 11 de fevereiro de 2019
- «Tabela detalhada do Campeonato Brasileiro Sub-23 de 2018» (PDF). Confederação Brasileira de Futebol. Consultado em 12 de fevereiro de 2023. Cópia arquivada (PDF) em 11 de fevereiro de 2019

### Específicas
1. ↑  «São Paulo derrota o Internacional e conquista o Brasileiro de Aspirantes». Gazeta Esportiva. 24 de novembro de 2018. Consultado em 12 de fevereiro de 2023. Cópia arquivada em 21 de outubro de 2021
2. ↑  Dassler Marques (27 de setembro de 2017). «Corinthians, Fla, Palmeiras...CBF sofre recusas para ter Brasileiro sub-23». UOL. Consultado em 24 de outubro de 2017. Arquivado do original em 2 de outubro de 2017
3. 1 2 3  Silvio Rauth Filho (10 de abril de 2018). «Campeonato Brasileiro de Aspirantes terá Atletiba na primeira fase». Bem Paraná. Consultado em 14 de setembro de 2021. Cópia arquivada em 20 de julho de 2020
4. ↑  «Atlético-PR e Santos empatam na estreia do Brasileiro de Aspirantes». Confederação Brasileira de Futebol. 5 de junho de 2018. Consultado em 12 de fevereiro de 2023. Cópia arquivada em 24 de setembro de 2021
5. ↑  «BRASILEIRÃO DE ASPIRANTES: São Paulo goleia e fica com vice-liderança do Grupo A». Futebol Interior. 23 de agosto de 2018. Consultado em 12 de fevereiro de 2023. Cópia arquivada em 12 de fevereiro de 2023
6. ↑  «Vitória vence o São Paulo na abertura da segunda fase». Confederação Brasileira de Futebol. 10 de setembro de 2018. Consultado em 12 de fevereiro de 2023. Cópia arquivada em 11 de setembro de 2018
7. ↑  «BRASILEIRO DE ASPIRANTES: São Paulo bate Vitória e define os duelos das semifinais». Futebol Interior. 18 de outubro de 2018. Consultado em 12 de fevereiro de 2023. Cópia arquivada em 12 de fevereiro de 2023
8. ↑  «BRASILEIRÃO DE ASPIRANTES: Fora, São Paulo vence Coritiba e se aproxima da final». Futebol Interior. 29 de outubro de 2018. Consultado em 12 de fevereiro de 2023. Cópia arquivada em 12 de fevereiro de 2023
9. ↑  «BRASILEIRÃO ASPIRANTES: São Paulo vence Coritiba e está na final». Futebol Interior. 5 de novembro de 2018. Consultado em 12 de fevereiro de 2023. Cópia arquivada em 12 de fevereiro de 2023
10. ↑  Gláuber Guerra (8 de novembro de 2018). «Vitória perde para o Internacional e dá adeus ao Brasileiro de Aspirantes Sub-23». Bahia Notícias. Consultado em 3 de março de 2019. Cópia arquivada em 18 de abril de 2019
11. ↑  «Tabela detalhada da final do Campeonato Brasileiro de Aspirantes 2018». Confederação Brasileira de Futebol. 13 de novembro de 2018. Consultado em 12 de fevereiro de 2023. Cópia arquivada em 18 de novembro de 2018
12. ↑  Yago Rudá (24 de novembro de 2018). «São Paulo derrota o Internacional e é campeão do Brasileirão de Aspirantes». Lance!. Consultado em 12 de fevereiro de 2023. Cópia arquivada em 16 de fevereiro de 2019
13. ↑  «Inter perde para São Paulo e é vice-campeão brasileiro de Aspirantes». Zero Hora. 25 de novembro de 2018. Consultado em 12 de fevereiro de 2023. Cópia arquivada em 12 de fevereiro de 2023
14. ↑  «BRASILEIRO ASPIRANTES: São Paulo vence Internacional e fatura título». Futebol Interior. 24 de novembro de 2018. Consultado em 12 de fevereiro de 2023. Cópia arquivada em 26 de outubro de 2021
15. ↑  «Técnico do São Paulo comemora título do Brasileiro de Aspirantes». Confederação Brasileira de Futebol. 25 de novembro de 2018. Consultado em 12 de fevereiro de 2023. Cópia arquivada em 25 de novembro de 2018
16. ↑  «Jogadores do São Paulo comentam título do Brasileiro de Aspirantes». Confederação Brasileira de Futebol. 25 de novembro de 2018. Consultado em 12 de fevereiro de 2023. Cópia arquivada em 25 de novembro de 2018